# Arrie kyrka
Arrie kyrka är en kyrkobyggnad i Arrie. Den är församlingskyrka i Vellinge-Månstorps församling i Lunds stift. Kyrkan har en central plats i Arrie.

## Kyrkobyggnaden
Den första kyrkan som uppfördes i Arrie byggdes under tidig medeltid. Den gamla kyrkbyggnaden började rivas efter påsken 1889. En antikvarisk undersökning gjordes i maj 1888 efter inlämnad rivningsbegäran, av amanuensen Georg J:son Karlin. Kyrkan var liten och oförändrad sedan den byggts på medeltiden. Men den hade inga större värdebevarande detaljer som inte kunde finnas på andra liknande kyrkor. Efter kyrkans rivning i april 1889, så auktionerades ut material som inte kunde användas till den nya kyrkan. Bland annat blytaket såldes till en handlare Hedman i Malmö för 2 000 kronor. Två träskulpturer, 4 bronslejon och tre anslagstavlor blev deponerade hos Kulturhistoriska museet i Lund i augusti 1889. Endast tornets nedre parti är kvar från den gamla kyrkan. 
I februari 1889 efterfrågades skriftliga entreprenadanbud för en ny kyrkobyggnad i Arrie. Byggmästare Ola Andersson Skyttes från Malmö anbud godtogs på 25 000 kronor. Totalkostnad för kyrkbygget blev 34 000 kronor i dåtidens valuta. Eftersom torndelen blev kvar, så räknas kyrkan som ett ombygge och inte ett nyuppförande. Kyrkbyggnaden uppfördes i gotisk stil både ut- och invändigt med trappgavlar efter ritningar av den svenske arkitekten Salomon Sörensen från Malmö, där kyrktornet fick den traditionella skånska typen med uppåtsträvande trappgavlar istället för en vanlig spira. All träinredning i kyrkan är av ek i tysk rennässansstil eller målad i imitiation av ek. Dopfunten och biskopsstolen blev befriade från gammal färg så träet kom fram. Kyrkan som står i byn idag invigdes söndagen den 5 oktober 1890 vid högmässan hållen av professorn och Nordstjärneordensledamoten Sven Libert Bring från Lund. Han ställföreträdde stiftsbiskopen Vilhelm Flensburg som var sjuk vid tillfället. Till assistans hade Bring 8 präster ifrån häradet. Altartjänsten sköttes av kyrkoherden Severin Fredlund i Gessie och v. pastorn Pihl i Fosie. Församlingens kyrkoherde Georg Erland Psilander höll en predikan över ett ämne. En sångkör ledd av kantorn Lindholm framförde psalmsången. Kyrkan blev vitmenad 1896 med även en rappning av tornets grunds söndriga delar Kyrkan används vid dop, vigsel och begravning. Men även vid konserter och enstaka gudstjänster. Den rymmer cirka 200 personer och i den finns både orgel och piano.

## Kuriosa
Komediserien Halvvägs till himlen, som visades i TV4 och C more 2013-2015, spelades in i Arrie kyrka.

## Inventarier
- De av Arrie kyrkas inventarier som visas störst intresse är dopaltaret. På dopaltaret finns en så kallad Pietàgrupp och Maria sörjandes sin döde son.
- Dopfunten av trä är troligen från sent 1500-tal och har reliefgestalter i fälten på den rikt snidade åttkantiga skålen vilken bärs upp av skulpterade, snett framspringande figurer.
- Predikstolen är av ek och härstammar från senare delen av 1500-talet. Den är vackert skulpterad med riklig beslagsornamentik som i korgens fält har statyetter av Paulus och evangelisterna. Predikstolen och dopfunten överfördes från den gamla kyrkan till den nya.
- I kyrkan finns också en trärelief som visar scenen ur passionshistorien där Pontius Pilatus tvår sina händer, vilken är från tidigt 1500-tal.
- Kyrkklockan som är från 1594 används alltjämt och en tornringklocka på 600 kilo blev gjuten av klockgjutare Kristian Gabriel Bergholtz i Stockholm år 1889. Den senare blev transporterad till Malmö med ångbåt och sedan vidare till Arrie.[6]
- En kopia av Thorvaldsens Kristus, gjord av zink och målad i terrakotta, finns på en stor altarvägg i koret.

### Orgel
- Den nuvarande orgeln byggdes 1890 av Salomon Molander & Co, Göteborg och är en mekanisk orgel med 12 stämmor fördelade på två manualer.

| Huvudverk I   | Svällverk II        | Pedal   | Koppel |
| Borduna 16´   | Violinprincipal 8´  | Bihängd | I/P    |
| Principal 8´  | Flöjt Harmonique 8´ |         | II//I  |
| Gedackt 8´    | Salicional 8'       |         | I 4'/I |
| Gamba 8´      | Flöjt 4'            |         |        |
| Octava 4'     | Crescendosvällare   |         |        |
| Violin 4'     |                     |         |        |
| Octava 2'     |                     |         |        |
| Mixtur 3 chor |                     |         |        |